# تویکاو، هوکایدو
تویکاو، هوکایدو (به لاتین: Tōyako, Hokkaido) یک سکونتگاه مسکونی در ژاپن است که در Iburi Subprefecture واقع شده‌است.

## نگارخانه

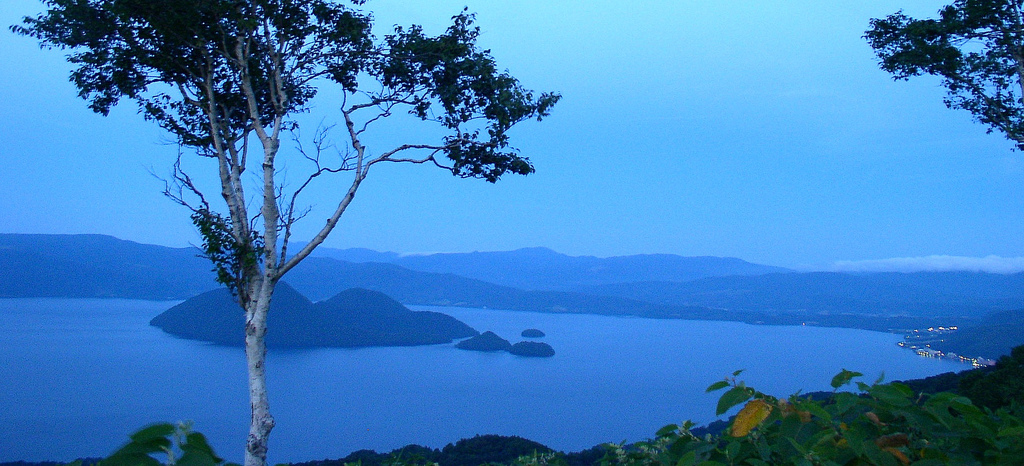
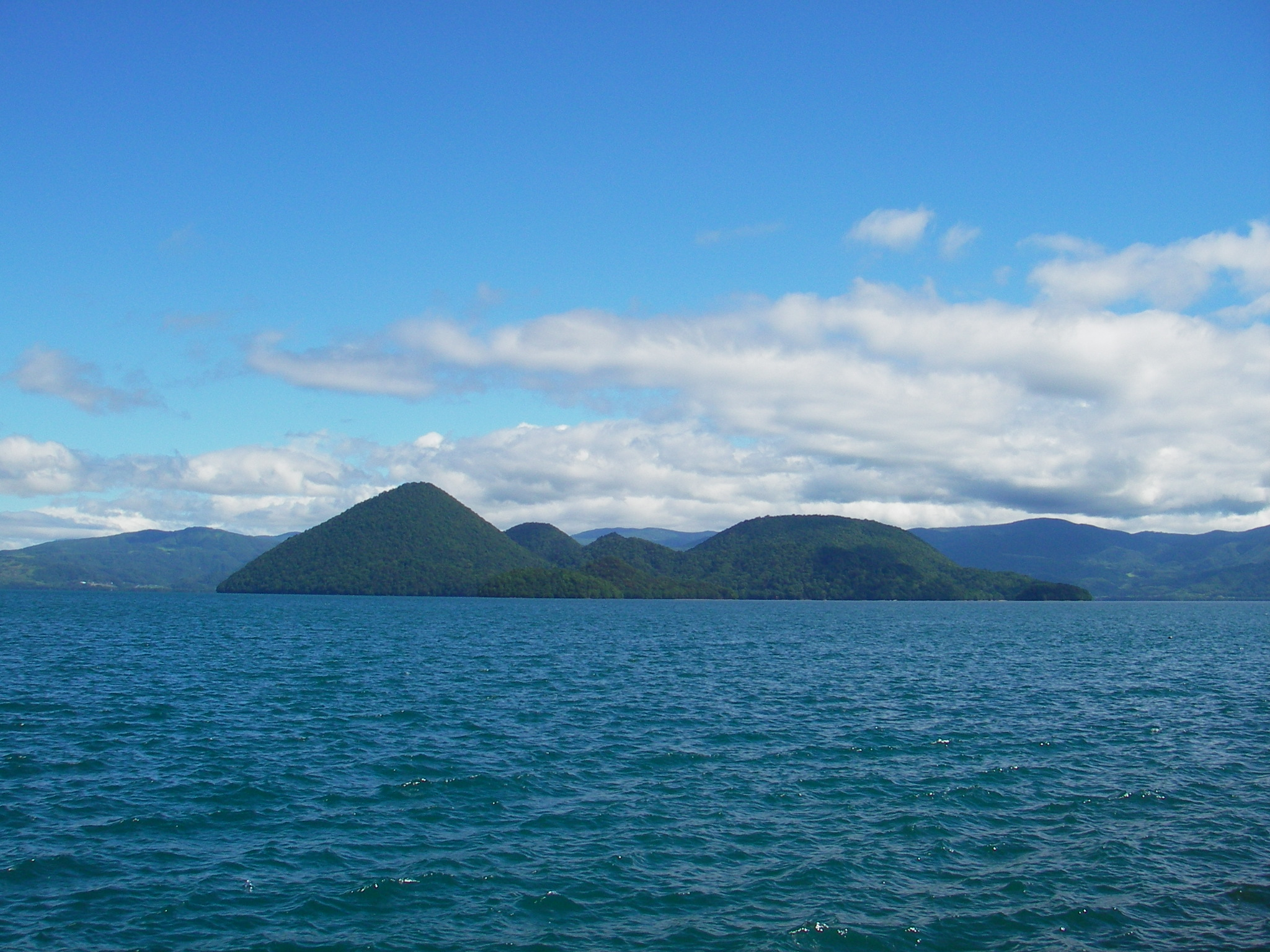
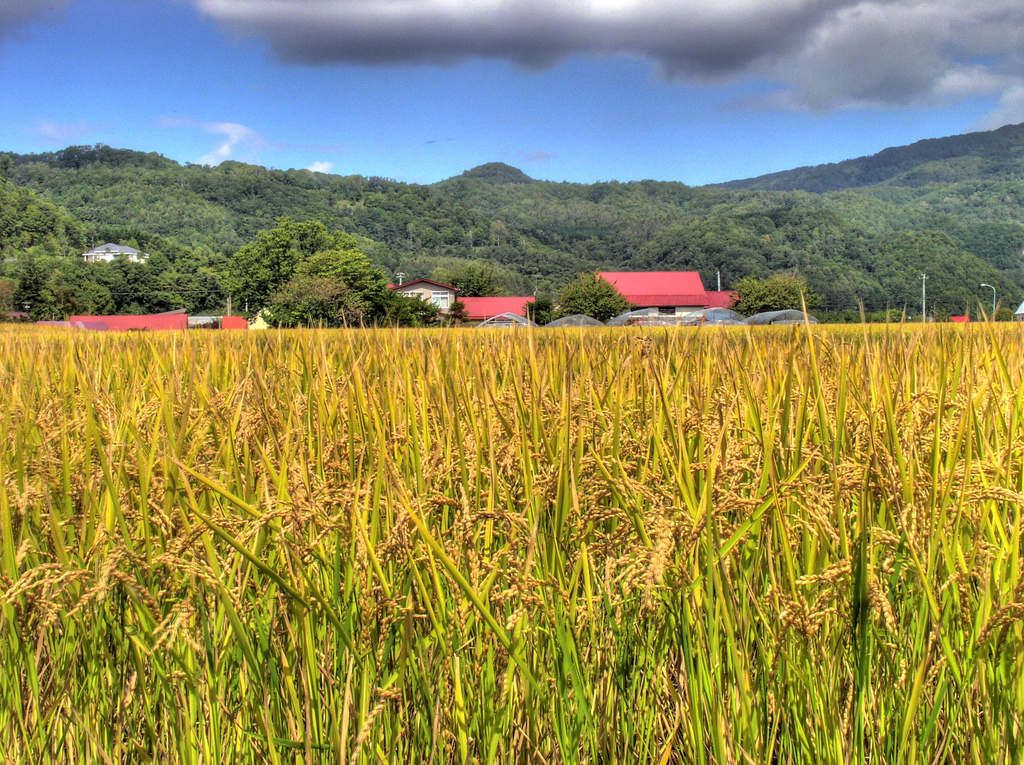
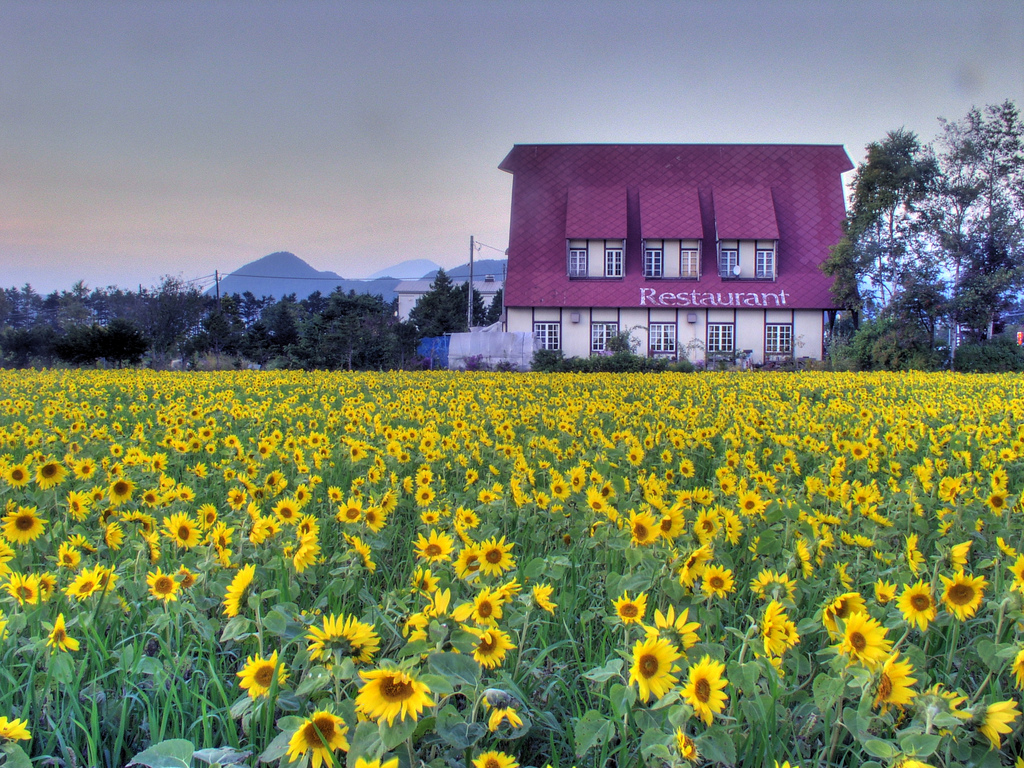

## خصوصیات
تویکاو ۱۰٬۶۷۱ نفر جمعیت دارد.